# بخشی قلندرلی
بخشی قلندرلی (ترکی آذربایجانی: Bakhshi Galandarli; ۲۰ july ۱۹۰۳ – ۱۴ سپتامبر ۱۹۸۵) چهره تئاتر، بازیگر و کارگردان اهل کشور جمهوری آذربایجان بود.

## جوایز:
وی برندهٔ جوایزی همچون نشان برجسته افتخار شده‌است.